# Fluorid perchlorylu
Fluorid perchlorylu je plynná chemická sloučenina se vzorcem ClO3F, acylfluorid kyseliny chloristé. Jedná se o silné oxidační a fluorační činidlo.
I přes malou slučovací entalpii (ΔfH° = −22 kJ/mol) je kineticky stálý a rozkládá se až při 400 °C. Snadno reaguje s anionty a redukčními činidly, kde atom chloru slouží jako elektrofil.
S některými redukčními činidly, například amidy nebo hydridy kovů, reaguje výbušně.
Oproti fluoridu chlorylu se ve vodě rozkládá výrazně pomaleji.

## Příprava a vlastnosti
Fluorid perchlorylu se získává převážně fluoracemi chloristanů. Původní příprava využívala plynný fluor, případně fluoridy a anodovou oxidaci, při tom ale vznikaly výbušné směsi plynů. Tento postup byl nahrazen jiným, využívajícím fluorid antimoničný:
ClO -
4  + 3 HF + 2 SbF5 → ClO3F + H3O+ + 2 SbF -
6 
Další možností je reakce chloristanu draselného s přebytkem kyseliny fluorosírové za vzniku hydrogensíranu draselného a fluoridu perchlorylu:
KClO4 + HSO3F → KHSO4 + FClO3
ClO3F reaguje s alkoholy, přičemž se vytváří alkylované chloristany, fungující jako výbušniny s vysokou citlivostí na náraz. Za přítomnosti Lewisových kyselin lze jeho prostřednictvím navazovat skupiny -ClO3 na aromatické kruhy elektrofilními aromatickými substitucemi.

## Použití
Fluorid perchlorylu se používá v organické chemii jako fluorační činidlo; jedná se o první průmyslově využité elektrofilní fluorační činidlo, používané od 60. let 20. století k tvorbě fluorovaných steroidů.
Za přítomnosti chloridu hlinitého může být tato látka použita k elektrofilním perchlorylacím aromatických sloučenin.
Fluorid perchlorylu byl zkoumán jako možné oxidační činidlo pro kapalná raketová paliva. Oproti fluoridu chlorečnému a bromičnému má mnohem nižší specifický impuls, ale nezpůsobuje korozi nádrží; navíc nevyžaduje skladování za nízkých teplot. Fluorid perchlorylu je plně mísitelný se všemi Interhalogenovými oxidačními činidly, jako jsou fluorid chloritý a fluorid chlorečný, a příslušné směsi mohou poskytovat kyslík potřebný ke správnému spalování uhlíkových paliv.
Lze jej také použít jako zdroj excitací při plamenové fotometrii.

## Bezpečnost
Fluorid perchlorylu dráždí plíce a oči a na kůži způsobuje popáleniny.
K příznakům vystavení této látce patří nevolnost, bolesti hlavy, synkopy, a cyanóza. Větší množství způsobují zánět dýchací soustavy a otok plic.